# Pont-Sainte-Maxence
Pont-Sainte-Maxence és un municipi francès, situat al departament de l'Oise i a la regió dels Alts de França. L'any 2007 tenia 12.440 habitants.

## Demografia

### Població
El 2007 la població de fet de Pont-Sainte-Maxence era de 12.440 persones. Hi havia 4.878 famílies de les quals 1.549 eren unipersonals (656 homes vivint sols i 893 dones vivint soles), 1.127 parelles sense fills, 1.587 parelles amb fills i 615 famílies monoparentals amb fills.
La població ha evolucionat segons el següent gràfic:
Habitants censats

### Habitatges
El 2007 hi havia 5.228 habitatges, 4.988 eren l'habitatge principal de la família, 34 eren segones residències i 207 estaven desocupats. 2.649 eren cases i 2.559 eren apartaments. Dels 4.988 habitatges principals, 2.212 estaven ocupats pels seus propietaris, 2.702 estaven llogats i ocupats pels llogaters i 74 estaven cedits a títol gratuït; 169 tenien una cambra, 825 en tenien dues, 1.249 en tenien tres, 1.277 en tenien quatre i 1.467 en tenien cinc o més. 2.575 habitatges disposaven pel capbaix d'una plaça de pàrquing. A 2.626 habitatges hi havia un automòbil i a 1.402 n'hi havia dos o més.

### Piràmide de població
La piràmide de població per edats i sexe el 2009 era:
| Homes | Edats   | Dones |
| ----- | ------- | ----- |
| 0     | 95 o +  | 12    |
| 12    | 90 a 94 | 32    |
| 32    | 85 a 89 | 72    |
| 36    | 80 a 84 | 76    |
| 120   | 75 a 79 | 196   |
| 136   | 70 a 74 | 212   |
| 180   | 65 a 69 | 216   |
| 197   | 60 a 64 | 288   |
| 276   | 55 a 59 | 229   |
| 400   | 50 a 54 | 384   |
| 344   | 45 a 49 | 432   |
| 432   | 40 a 44 | 444   |
| 436   | 35 a 39 | 544   |
| 540   | 30 a 34 | 496   |
| 560   | 25 a 29 | 528   |
| 432   | 20 a 24 | 392   |
| 468   | 15 a 19 | 524   |
| 480   | 10 a 14 | 528   |
| 524   | 5 a 9   | 448   |
| 444   | 0 a 4   | 376   |

## Economia
El 2007 la població en edat de treballar era de 8.279 persones, 5.955 eren actives i 2.324 eren inactives. De les 5.955 persones actives 5.039 estaven ocupades (2.739 homes i 2.300 dones) i 917 estaven aturades (423 homes i 494 dones). De les 2.324 persones inactives 540 estaven jubilades, 763 estaven estudiant i 1.021 estaven classificades com a «altres inactius».

### Ingressos
El 2009 a Pont-Sainte-Maxence hi havia 4.866 unitats fiscals que integraven 11.931 persones, la mediana anual d'ingressos fiscals per persona era de 16.544 €.

### Activitats econòmiques
Dels 409 establiments que hi havia el 2007, 1 era d'una empresa extractiva, 5 d'empreses alimentàries, 2 d'empreses de fabricació de material elèctric, 19 d'empreses de fabricació d'altres productes industrials, 39 d'empreses de construcció, 108 d'empreses de comerç i reparació d'automòbils, 18 d'empreses de transport, 39 d'empreses d'hostatgeria i restauració, 6 d'empreses d'informació i comunicació, 25 d'empreses financeres, 21 d'empreses immobiliàries, 36 d'empreses de serveis, 57 d'entitats de l'administració pública i 33 d'empreses classificades com a «altres activitats de serveis».
Dels 128 establiments de servei als particulars que hi havia el 2009, 1 era una comissaria de policia, 1 oficina d'administració d'Hisenda pública, 1 gendarmeria, 1 oficina de correu, 11 oficines bancàries, 2 funeràries, 12 tallers de reparació d'automòbils i de material agrícola, 1 taller d'inspecció tècnica de vehicles, 3 autoescoles, 6 paletes, 8 guixaires pintors, 4 fusteries, 6 lampisteries, 8 electricistes, 2 empreses de construcció, 12 perruqueries, 1 veterinari, 30 restaurants, 13 agències immobiliàries, 2 tintoreries i 3 salons de bellesa.
Dels 43 establiments comercials que hi havia el 2009, 4 eren supermercats, 1 un supermercat, 1 una botiga de més de 120 m², 5 fleques, 5 carnisseries, 1 una carnisseria, 1 una botiga de congelats, 3 llibreries, 9 botigues de roba, 2 sabateries, 1 una botiga d'electrodomèstics, 2 botigues de material esportiu, 2 drogueries, 1 un drogueria, 1 una perfumeria i 4 floristeries.

## Equipaments sanitaris i escolars
El 2009 hi havia 1 hospital de tractaments de curta durada, 1 hospital de tractaments de mitja durada (seguiment i rehabilitació), 1 un hospital de tractaments de llarga durada, 2 psiquiàtrics, 5 farmàcies i 2 ambulàncies.
El 2009 hi havia 6 escoles maternals i 7 escoles elementals. A Pont-Sainte-Maxence hi havia 2 col·legis d'educació secundària, 1 liceu d'ensenyament general i 1 liceu tecnològic. Als col·legis d'educació secundària hi havia 1.070 alumnes, als liceus d'ensenyament general n'hi havia 293 i als liceus tecnològics 115.

## Poblacions més properes
El següent diagrama mostra les poblacions més properes.